# Götzenit
Götzenit ist ein selten vorkommendes Mineral aus der Mineralklasse der „Silikate und Germanate“ mit der idealisierten chemischen Zusammensetzung NaCa6Ti(Si2O7)2OF3 und ist damit ein Natrium-Calcium-Titan-Silikat mit zusätzlichen Sauerstoff und Fluorionen. Strukturell gehört das Mineral zu den Gruppensilikaten (Sorosilikate).
Da bei natürlichen Götzeniten ein Teil des Calciums durch Natrium und ein Teil des Fluors durch Hydroxidionen diadoch ersetzt sein kann und um die Anordnung der chemischen Bestandteile zueinander besser darstellen zu können, wird die Zusammensetzung auch mit der Kristallchemische Strukturformel Ca4(Ca,Na)2NaTi[(F,OH)4|(Si2O7)2] oder Na(Na,Ca)4Ca2Ti[(O,F)2|(Si2O7)2] dargestellt.
Götzenit kristallisiert im triklinen Kristallsystem und entwickelt meist nadelige bis prismatische Kristalle mit fettähnlichem Glanz auf den Oberflächen, kommt aber auch in Form körniger Mineral-Aggregate und lamellarer Kristallzwillinge vor. In reiner Form ist Götzenit farblos und durchsichtig. Durch vielfache Lichtbrechung aufgrund von Gitterbaufehlern oder polykristalliner Ausbildung kann er aber auch weiß erscheinen und durch Fremdbeimengungen eine honiggelbe Farbe annehmen, wobei die Transparenz entsprechend abnimmt.

## Etymologie und Geschichte

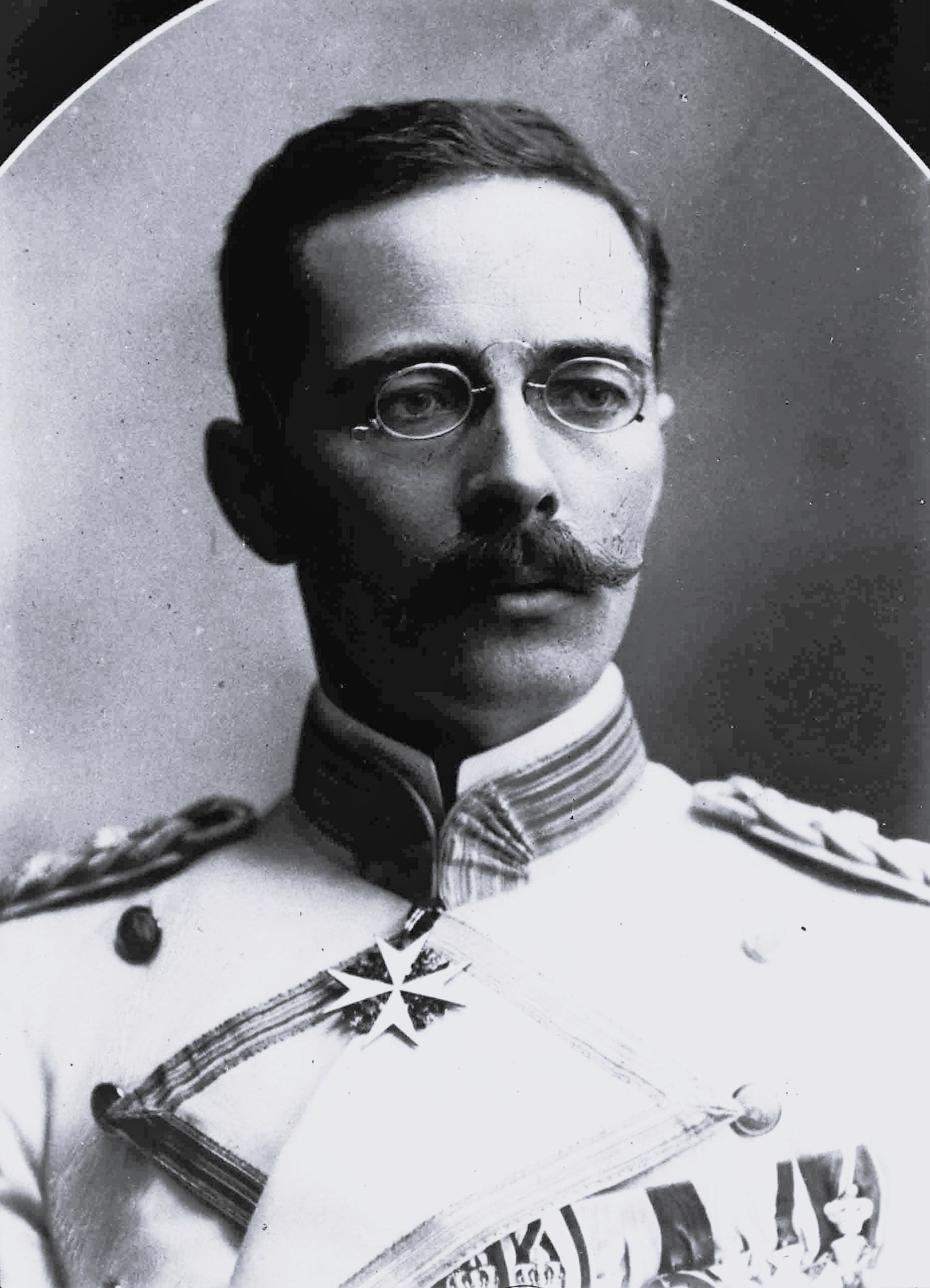
Gustav Adolf von Götzen

Erstmals entdeckt wurde Götzenit zusammen mit Combeit 1954 am Mount Saheru, dem Südgipfel des Vulkans Nyiragongo nahe Goma (Provinz Nord-Kivu) in der Demokratischen Republik Kongo und beschrieben 1957 durch Thure Georg Sahama und Kai Hytönen. Sie benannten das Mineral nach dem deutschen Ostafrikaforscher und Gouverneur der ehemaligen Kolonie Deutsch-Ostafrika Gustav Adolf von Götzen, der 1894 als erster Weißer den Nyiragongo und den Mount Saheru bestieg.
Das Typmaterial des Minerals wird im Natural History Museum in London, England unter der Inventarnummer 1957,702, dem Königlichen Museum für Zentral-Afrika in Tervuren, Belgien unter der Inventarnummer RGM8037 und dem National Museum of Natural History in Washington, D.C., USA unter der Inventarnummer 142981 aufbewahrt.
Ein als Calcium-Rinkit bekanntes Mineral wurde 1962 als identisch mit Götzenit von der International Mineralogical Association (IMA) diskreditiert.

## Klassifikation
Bereits in der veralteten 8. Auflage der Mineralsystematik nach Strunz gehörte der Götzenit zur Mineralklasse der „Silikate“ und dort zur Abteilung „Gruppensilikate (Sorosilikate)“, wo er gemeinsam mit Mosandrit und Rinkit in der „Götzenit-Mosandrit-Gruppe“ mit der Systemnummer VIII/B.09 steht.
In der zuletzt 2018 überarbeiteten Lapis-Systematik nach Stefan Weiß, die formal auf der alten Systematik von Karl Hugo Strunz in der 8. Auflage basiert, erhielt das Mineral die System- und Mineralnummer VIII/C.12-050. Dies entspricht ebenfalls der Abteilung „Gruppensilikate“, wo Götzenit zusammen mit Batievait-(Y), Fogoit-(Y), Hainit-(Y), Kochit, Mosandrit-(Ce), Nacareniobsit-(Ce), Rinkit-(Ce) und Rosenbuschit die „Mosandrit-Rosenbuschit-Reihe“ mit der Systemnummer VIII/C.12 bildet.
Die von der IMA zuletzt 2009 aktualisierte 9. Auflage der Strunz’schen Mineralsystematik ordnet den Götzenit in die erweiterte Klasse der „Silikate und Germanate“, dort aber ebenfalls in die Abteilung „Gruppensilikate (Sorosilikate)“ ein. Diese ist allerdings weiter unterteilt nach der möglichen Anwesenheit zusätzlicher Anionen und der Koordination der beteiligten Kationen. Das Mineral ist hier entsprechend seiner Zusammensetzung und seinem Aufbau in der Unterabteilung „Si2O7-Gruppen mit zusätzlichen Anionen; Kationen in oktaedrischer [6]er- und größerer Koordination“ zu finden, wo es zusammen mit Hainit, Kochit und Rosenbuschit die „Rosenbuschitgruppe“ mit der Systemnummer 9.BE.22 bildet.
In der vorwiegend im englischen Sprachraum gebräuchlichen Systematik der Minerale nach Dana hat Götzenit die System- und Mineralnummer 56.02.05.04. Auch das entspricht der Klasse der „Silikate“ und dort der Abteilung „Gruppensilikate: Si2O7-Gruppen und O, OH, F und H2O“. Hier findet er sich innerhalb der Unterabteilung „Gruppensilikate: Si2O7-Gruppen und O, OH, F und H2O mit Kationen in [4] und/oder >[4]-Koordination“ in der Gruppe „Mosandrit und verwandte Arten“, in der auch Mosandrit, Nacareniobsit-(Ce), Fersmanit, Rinkit, Roumait und Dovyrenit eingeordnet sind.

## Kristallstruktur
Götzenit kristallisiert triklin in der Raumgruppe P1 (Raumgruppen-Nr. 2) mit den Gitterparametern a = 9,67 Å; b = 5,73 Å; c = 7,33 Å; α = 90,0°; β = 101,0° und γ = 101,3° sowie eine Formeleinheit pro Elementarzelle.

## Bildung und Fundorte

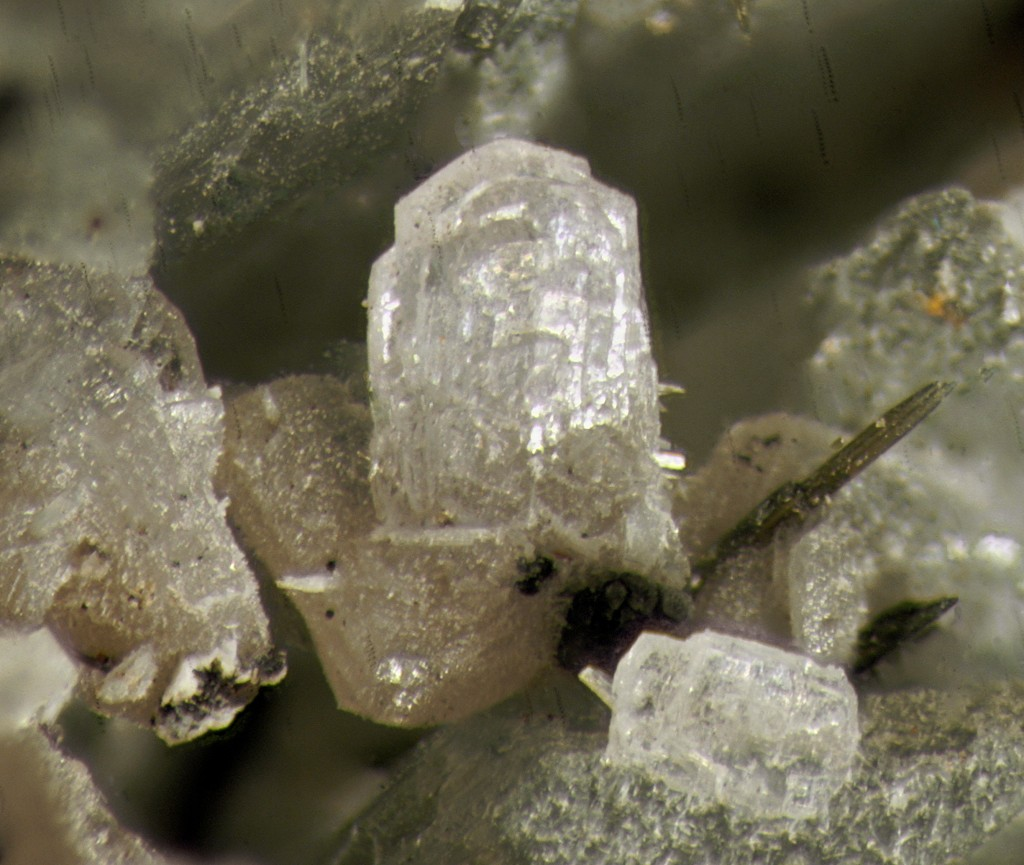
Kurzprismatischer Götzenit (Größe ≈ 7/8 mm) aus dem Steinbruch Poudrette, Mont Saint-Hilaire, Kanada

Götzenit bildet sich in vulkanischen Gesteinen wie beispielsweise Nephelinit, aber auch metamorph in Hornfels und Marmor. Je nach Fundort können als Begleitminerale unter anderem Aegirin, Apatit, Cancrinit, Combeit, Fersmanit, Fluorit, Pektolith und Titanit auftreten.
Als seltene Mineralbildung konnte Götzenit nur an wenigen Fundorten nachgewiesen werden, wobei weltweit bisher rund 40 Vorkommen dokumentiert sind (Stand 2014). Neben seiner Typlokalität Mount Saheru am Nyiragongo fand man das Mineral in der Republik Kongo nur noch in den sogenannten Bingo-Karbonatiten (Bingu Carbonatite) in der Region Kivu.
In Deutschland wurde Götzenit bisher nur im Steinbruch Fohberg bei Bötzingen in Baden-Württemberg sowie an mehreren Orten um Mendig, Daun, Roth und dem Laacher See in der rheinland-pfälzischen Vulkaneifel gefunden.
Weitere bisher bekannte Fundorte sind unter anderem der Steinbruch Poudrette am Mont Saint-Hilaire und der Mont McGerrigle in der Gemeinde La Haute-Gaspésie in Kanada, Werner Bjerge in der grönländischen Provinz Tunu, der Steinbruch Vispi bei San Venanzo (Umbrien) in Italien, der Ruri-Komplex in der kenianischen Provinz Nyanza, die Steinbrüche von Aris nahe Windhoek in Namibia, Lowosero-Tundra und mehrere Berge (Eweslogtschorr, Koaschwa, Kukiswumtschorr in den Chibinen auf der russischen Halbinsel Kola sowie Norra Kärr in der schwedischen Gemeinde Jönköping).